# Лапчева, Валентина Фёдоровна
Валентина Фёдоровна Лапчева (1932 — ?) — российский геофизик-метеоролог, лауреат Государственной премии СССР 1969 года.

## Биография
Окончила Одесский гидрометеорологический институт (1957).
С 1957 года работала в Высокогорном геофизическом институте младшим научным сотрудником. В 1962 году получила должность учёного секретаря, а затем, в 1968 году, — заведующей лабораторией.
Проводила научные исследования структуры воздушных потоков и механизма образования града и принципов воздействия на этот механизм.
В 1968 г. защитила кандидатскую диссертацию «Радиолокационные исследования осадков, выпадающих из конвективных облаков: диссертация … кандидата физико-математических наук: 01.00.00. — Нальчик, 1967. — 168 с.: ил. + Прил. (57 с.: ил.)».
С 1970-х годов работала в Гидрометцентре СССР.
В 1993 году упоминается как старший научный сотрудник ЦМКП Росгидромета (Центральная методическая комиссия по гидрометеорологическим и гелиогеофизическим прогнозам).

## Награды и звания
- Государственная премия СССР (1969 год, в составе авторского коллектива) — за разработку и внедрение метода и средств борьбы с градобитиями с использованием противоградовых ракет и снарядов.

## Научные работы
- Образование осадков и воздействие на градовые процессы / Г. К. Сулаквелидзе, Н. Ш. Бибилашвили, В. Ф. Лапчева; Под ред. Е. К. Федорова и Г. К. Сулаквелидзе; Гл. упр. гидрометеорол. службы при Совете Министров СССР. Высокогорный геофиз. ин-т. — Ленинград: Гидрометеоиздат, 1965. — 265 с.: ил.; 22 см.
- Руководство по диагнозу и прогнозу опасных и особо опасных осадков, града и шквалов по данным метеорологических радиолокаторов и искусственных спутников Земли. Руководящий документ РД 52.27.339-93 / Н. И. Глушкова, В. Ф. Лапчева. М.: Федеральная служба России по гидрометеорологии и мониторингу окружающей среды, 1996. 181 с.
- Условия развития зон активной конвекции со смерчами и сильными шквалами /В. Ф. Лапчева // Краткосрочный прогноз метеорологических элементов и опасных явлений погоды // Тр./ ГМЦ СССР. Л.: Гидрометеоиздат, 1989. Вып. 299. С. 32-50.
- О методике оценки прогнозов конвективных явлений / В. Ф. Лапчева // Тр. Гидрометцентра СССР. — 1980. — Вып. 220. — С. 99-110.
- Прогноз сильных шквалов (25 м/с и более) на текущий день по территории с использованием спутниковых, радиолокационных и аэросиноптических данных наблюдений: Метод. указания / В. Ф. Лапчева; Гидрометеорол. н.-и. центр СССР. — Москва: Гидрометцентр СССР, 1990. — 8, с.: ил.; 29 см.
- Метод прогноза максимального количества осадков, в том числе сильных, в холодный период года с использованием данных наблюдений с ИСЗ и МРЛ: Метод. указания / В. Ф. Лапчева; Гидрометеорол. н.-и. центр СССР. — Москва: Б. и., 1988. — 9, с.: ил.; 26 см.